# Клементинув (Лодзинське воєводство)
Клементинув (пол. Klementynów) — село в Польщі, у гміні Сулеюв Пйотрковського повіту Лодзинського воєводства.
Населення — 194 особи (2011).
У 1975-1998 роках село належало до Пйотрковського воєводства.

## Демографія
Демографічна структура станом на 31 березня 2011 року:
|          | Загалом | Допрацездатний вік | Працездатний вік | Постпрацездатний вік |
| -------- | ------- | ------------------ | ---------------- | -------------------- |
| Чоловіки | 104     | 35                 | 65               | 4                    |
| Жінки    | 90      | 18                 | 54               | 18                   |
| Разом    | 194     | 53                 | 119              | 22                   |